# Dipturus campbelli
Dipturus campbelli är en rockeart som först beskrevs av Wallace 1967.  Dipturus campbelli ingår i släktet Dipturus och familjen egentliga rockor. IUCN kategoriserar arten globalt som nära hotad. Inga underarter finns listade i Catalogue of Life.